# Dorien de Vries
Dorien Berendina Lubertha de Vries (Enschede, 7 de diciembre de 1965) es una deportista neerlandesa que compitió en vela en las clases Lechner A-390 y Mistral.
Participó en dos Juegos Olímpicos de Verano, en los años 1992 y 1996, obteniendo una medalla de bronce en Barcelona 1992, en la clase Lechner A-390.
Ganó una medalla de bronce en el Campeonato Mundial de Lechner A-390 de 1992 y dos medallas en el Campeonato Europeo de Mistral, plata en 1994 y bronce en 1995.

## Palmarés internacional
| Juegos Olímpicos   | Juegos Olímpicos   | Juegos Olímpicos  | Juegos Olímpicos |
| Año                | Lugar              | Medalla           | Clase            |
| ------------------ | ------------------ | ----------------- | ---------------- |
| 1992               | Barcelona (España) | Medalla de bronce | Lechner A-390    |
| Campeonato Mundial |                    |                   |                  |
| Año                | Lugar              | Medalla           | Clase            |
| 1992               | Cádiz (España)     | Medalla de bronce | Lechner A-390    |

| Campeonato Europeo | Campeonato Europeo    | Campeonato Europeo | Campeonato Europeo |
| Año                | Lugar                 | Medalla            | Clase              |
| ------------------ | --------------------- | ------------------ | ------------------ |
| 1994               | Heraclión (Grecia)    | Medalla de plata   | Mistral            |
| 1995               | Sandown (Reino Unido) | Medalla de bronce  | Mistral            |